# دينبور
دينبور هي قرية ومجلس الاتحاد في مقاطعة ديره إسماعيل خان التابعة لخيبر بختونخوا، باكستان. تقع إلى الجنوب الشرقي من عاصمة المقاطعة ديره إسماعيل خان، وتقع على ارتفاع حوالي 175 مترًا فوق مستوى سطح البحر.

## الإدارة
دينبور هي جزء من تسيل ديره إسماعيل خان وتعمل كوحدة حكومية محلية (مجلس الاتحاد) تحت الإدارة الإقليمية.

## السكان والاقتصاد
دينبور هي مجتمع زراعي في المقام الأول، وتستفيد من الأراضي الخصبة والبنية التحتية للري. المحاصيل الرئيسية تشمل القمح، والذرة، وقصب السكر، والقطن.

## التعليم
القرية تحتوي على مدرسة حكومية ثانوية، وهي **مدرسة دينبور الثانوية الحكومية**، بالإضافة إلى **مدرسة دينبور الابتدائية**، وكلاهما يخدمان السكان المحليين.

## التنمية
شهدت السنوات الأخيرة زيادة في التنمية المجتمعية، مع تزايد الوصول إلى التعليم، والإنترنت، وحملات التوعية التي تهدف إلى تمكين الشباب.

## الرعاية الصحية
في مايو 2025، خصصت الحكومة الإقليمية 1.11 مليار روبية لإنشاء مختبرات قسطرة القلب ومركز للحروق في مستشفى مفتي محمود التذكاري ومستشفى المقر الرئيسي للمقاطعة في ديره إسماعيل خان القريبة. هذه المشاريع تهدف إلى خدمة سكان دينبور محليًا، وتقليل الحاجة للسفر إلى المدن الكبرى.

## الأمن وإنفاذ القانون
بعد الحوادث الأمنية في المقاطعة — بما في ذلك الهجمات بالصواريخ على المناطق العسكرية والمخيمات في ديسمبر 2022 — تم تنفيذ عمليات الشرطة في دينبور والمناطق المجاورة. وتم اعتقال العديد من الأفراد كجزء من هذه الجهود للحد من الجرائم المنظمة.

## الكهرباء والاحتجاجات
خلال شتاء 2022-23، تسببت انقطاعات الكهرباء الطويلة في دينبور في احتجاجات عامة. حيث قام المتظاهرون بغلق الطرق — بما في ذلك **طريق دينبور** — وأحرقوا الإطارات للمطالبة بتوفير الكهرباء بشكل منتظم من قبل شركة PESCO والسلطات الإقليمية.

## الإشراف الإداري
في أبريل 2023، قام مساعد المفوض بزيارة مفاجئة للمرافق الصحية المحلية في دينبور، حيث تم تحديد غياب الموظفين في العيادات وأصدر أوامر لتحسين المساءلة.

## شخصيات بارزة
- غلام محمد دين بوري (1835–1936)، عالم إسلامي ومؤسس دينبور شريف.[12]

## الرمز البريدي
الرمز البريدي الرسمي لدينبور هو **29100**.

## الروابط الخارجية
- الموقع الرسمي/المجتمعي